# Jules de Lahondès
Jules de Lahondès de La Figère, né le 18 juillet 1830 à Albi et mort le 9 juillet 1914 à Toulouse, est un historien français, président de la Société archéologique du Midi de la France entre 1889 et 1914, et mainteneur de l'Académie des Jeux floraux.

## Biographie
Né dans une famille bourgeoise du sud de la France, il est le fils de Jules de Lahondès de La Figère (1789-1875) et de Louise Prunet (1807-1893). Il a été élève du collège de Sorèze de 1842 à 1847 et a été membre de l'Association Sorézienne.
En 1850, il hérite de son oncle M. de Tourtoulon du château de Riveneuve à Pamiers où il effectue des travaux d'agrandissement et de décorations. Le 3 août 1858, il épouse à Carcassonne Mlle Laperrine d’Hautpoul. Il commence à étudier l'histoire de l'Ariège et écrit son premier livre Annales de Pamiers en 1882.
Il est venu s'installer à Toulouse en 1867 et fréquenta l'atelier de Joseph Latour sous l'influence de son cousin, le peintre Eugène de Malbos. Il a alors été admis dans les diverses sociétés savantes de Toulouse, à Société archéologique du Midi de la France dont il a été le président de 1889 à 1914, mainteneur à l'Académie des jeux floraux en 1886, au fauteuil 36, après avoir été censeur, membre de l’union artistique, et de la Commission du vieux Toulouse,.
La Société française d'archéologie l'a désigné comme inspecteur pour le Sud-Ouest. En 1892, il participe à la fondation du musée d'Archéologie de Toulouse dans l'ancien collège Saint-Raymond.

## Publications

### Ouvrages
- Annales de Pamiers, libraire-éditeur Édouard Privat, Toulouse, 1882-1884, 2 vol., tome 1, Des origines à la Réforme, 526 p., tome 2, De la Réforme à la Révolution, 508 p.
- Toulouse chrétienne. L'église Saint-Etienne, cathédrale de Toulouse, libraire-éditeur Édouard Privat, Toulouse, 1890.
- Les châteaux de Cabaret, 1900
- Les monuments de Toulouse. Histoire. Archéologie. Beaux-Arts, Imprimerie et librairie Édouard Privat, Toulouse, 1920 (lire en ligne).

### Articles

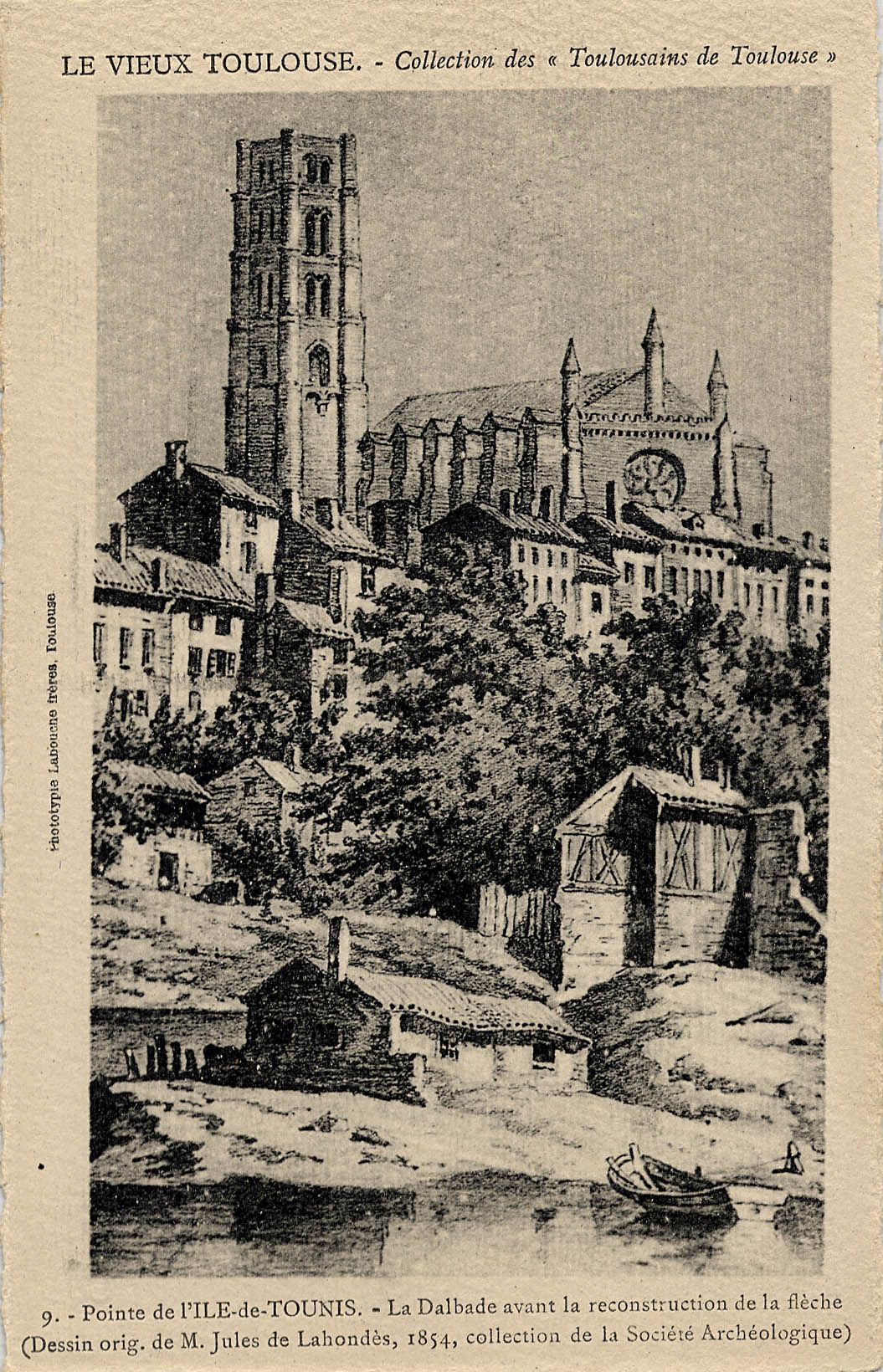
Pointe de l'île de Tounis. La Dalbade avant la reconstruction de la flèche
dessin de Jules de Lahondès, 1854

#### Bulletin monumental
- « L'église Notre-Dame du Camp, à Pamiers », 1875, tome 41, p. 677-684.
- « Notice sur l'abbaye de Saint-Hilaire: arrondissement de Limoux, Aude », 1876, tome 42, p. 289-309.
- « Les églises romanes de la vallée de l'Ariége », 1877, tome 43, p. 513-533, 703-725.
- « Les églises des pays de Foix et de Couserans », 1883, tome 49, p. 288-308.
- « Les prieurés de Saint-Sernin de Toulouse, dans le pays de Foix », 1886, tome 52, p. 363-383 (lire en ligne).
- « Les prieurés de Saint-Sernin de Toulouse, dans le pays de Foix » (suite), 1886, tome 52, p. 435-449 (lire en ligne).
- « Fouilles de Martres-Tolosane », 1890, tome 56, p. 260-263 (lire en ligne).
- « L'Oratoire de Pieusse (Aude) », 1891, tome 57, p. 240-243 (lire en ligne).
- « Le musée Saint-Raymond à Toulouse », 1891, tome 57, p. 369-376 (lire en ligne).
- « Les débris du couvent des Cordeliers de Toulouse », 1891, tome 57, p. 530-532 (lire en ligne).
- « Maisons anciennes dans l'Ariège et dans l'Aude », 1893, tome 58, p. 458-477 (lire en ligne).
- « Une maison de potier d'étain à Toulouse », 1894, tome 59, p. 518-522 (lire en ligne).
- « L'hôtel d'Assézat à Toulouse », 1895, tome 60, p. 369-397 (lire en ligne).
- « L'Hôtel de Pierre, à Toulouse », 1896, tome 61, p. 287-296 (lire en ligne).
- « Croix du pays de Cabardès », 1898, tome 63, p. 299-310 (lire en ligne).
- « Le cas de Saint-Etienne de Toulouse », 1901, tome 65, p. 457-473 (lire en ligne).

#### Mémoires de la Société archéologique du Midi de la France
- « La cathédrale de Pamiers », tome 11, 1874-1879, p. 352-368 (lire en ligne).
- « La chapelle de Salau en Couseran », tome 11, 1874-1879, p. 410-418 (lire en ligne).
- « Lettres inédites d’Henri IV », tome 12, 1880-1882, p. 165-176 (lire en ligne).
- « Les écoles dans une petite ville avant la Renaissance », tome 12, 1880-1882, p. 392-403 (lire en ligne).
- « Église de Foix », tome 13, 1883-1885, p. 253-256 (lire en ligne).
- « Un procès d’esclave au quinzième siècle », tome 13, 1883-1885, p. 334-343 (lire en ligne).
- « Belpech de Garnagois », tome 14, 1886-1889, p. 29-51 (lire en ligne).
- « La porte du grand consistoire », tome 14, 1886-1889, p. 169-176 (lire en ligne).
- « Les chapiteaux de Saint-Sernin », tome 15, 1894-1896, p. 258-283 (lire en ligne).
- « Les statues de la Vierge au Musée de Toulouse », tome 16, 1903-1908, p. 269-287 (lire en ligne).

#### Bulletin de la Société Archéologique du Midi de la France
- « Œuvres d'art anciennes conservées dans les églises de Toulouse et dans quelques églises du département de la Haute-Garonne», 1888, p. 70-80 (lire en ligne).
- « Les châteaux de Cabaret (Aude) », 1900, no 25/28, p. 121-139 (lire en ligne).
- « La plus ancienne poésie de la bibliothèque des Jeux Floraux », no 32/36, 1903-1906, p. 153-158 (lire en ligne).
- « Les primitifs à Toulouse », no 32/36, 1903-1906, p. 232-242 (lire en ligne).
- « Le portail de Saint-Pierre des Cuisines, Toulouse », no 37/39, 1906-1909, p. 70-80 (lire en ligne).
- « Sur une des portes de l'église Saint-Sernin », no 37/39, 1906-1909, p. 115-120 (lire en ligne).
- « Galeries dons les cours des vieilles maisons à Toulouse », no 37/39, 1906-1909, p. 265-279 (lire en ligne).
- « La division de Toulouse en capiloulats », no 37/39, 1906-1909, p. 320-279 (lire en ligne).
- « Le blason de Cominihan sur un portail de Toulouse démoli », no 37/39, 1906-1909, p. 477-479 (lire en ligne).
- « Le collège de Pampelune à Toulouse », no 37/39, 1906-1909, p. 487-506 (lire en ligne).
- « Le jugement dernier à la cathédrale d'Albi », no 40, 1910-1911 , p. 24-27 (lire en ligne).
- « La Pentecôte et l'Ascension, sur les chapiteaux de Notre-Dame de la Daurade, à Toulouse », no 40, 1910-1911, p. 29-33 (lire en ligne).
- « L'église de Montréal dans l'Aude », no 41, 1911-1912, p. 244-249 (lire en ligne).
- « Le crucifix à double face du musée Saint-Raymond », no 41, 1911-1912, p. 301-303 (lire en ligne).

#### Bulletin archéologique du Comité des travaux historiques et scientifiques
- « Les églises gothiques de l'Ariège », 1898, p. 456-499 (lire en ligne).
- « Une statue de Saint-Louis à l'église Saint-Vincent de Carcassonne », 1899, p. 483-490 (lire en ligne).

#### Congrès archéologique de France
- « Visites et excursions. Visite de Pamiers, Vals, Mirepoix et La Garde », 51e session. À Pamiers, Foix et Saint-Girons. 1851, p. 65-94 (lire en ligne).
- « Quelques châteaux du pays de Foix », 51e session. À Pamiers, Foix et Saint-Girons. 1851, p. 353-381 (lire en ligne).
- « Guide archéologique du Congrès de Carcassonne et de Perpignan », 73e session. À Carcassonne et Perpignan. 1906, p. 1-13, 32-51, 52-56, 57-60, 61-64, 103-107 (lire en ligne).

#### Divers
- « Actes du XIIIe siècle en faveur de Salau », dans Bulletin périodique de la Société ariégeoise des sciences, lettres et arts, vol. 1, p. 338-346.
- « Le vieux pays: Saint-Bertrand de Comminges », dans Revue de Comminges, Pyrénées centrales, 1910, tome 25, p. 328-333.

## Hommage

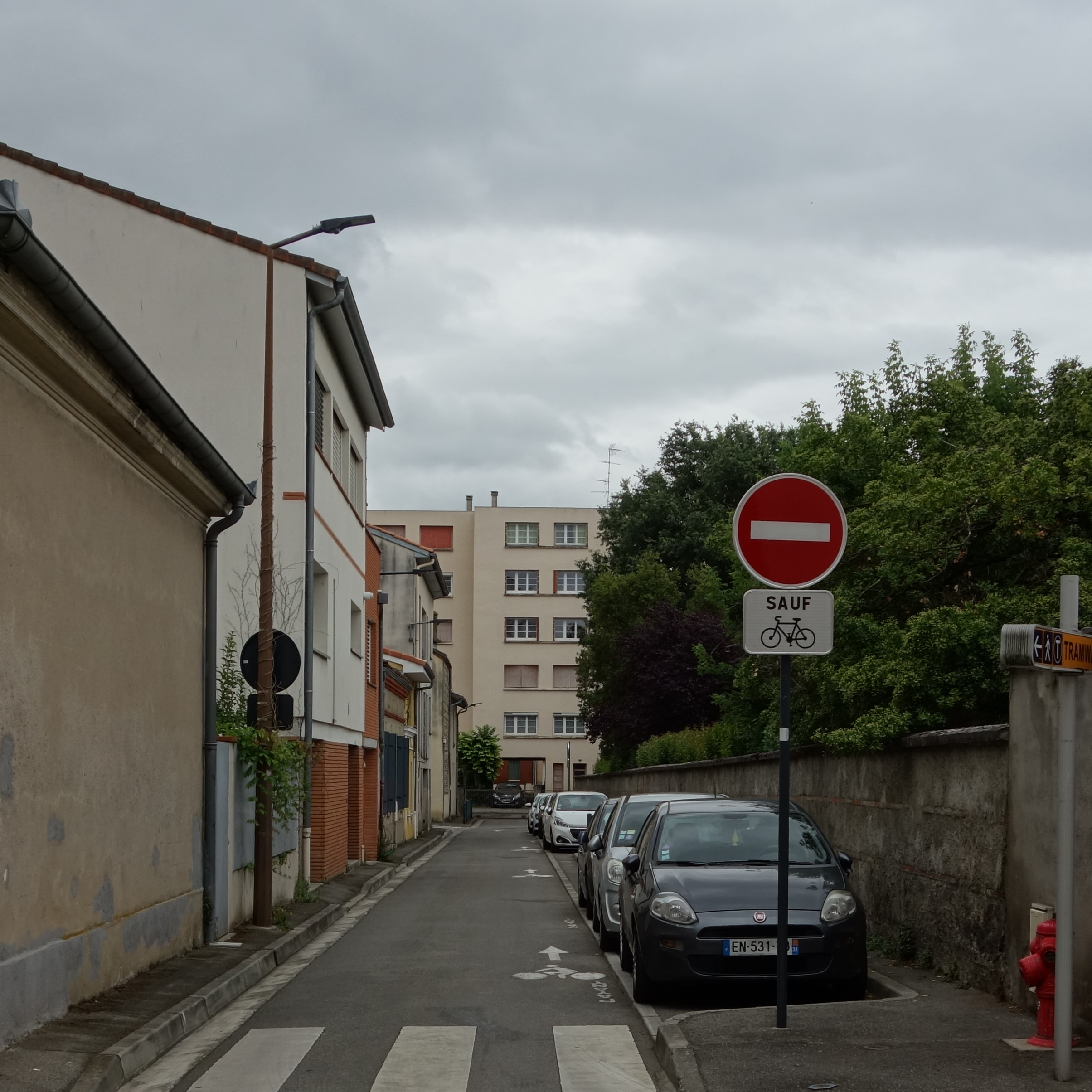
rue Jules-de-Lahondès
vue de la rue Sainte-Lucie (Toulouse)

En 1967, la mairie de Toulouse attribue le nom de l'historien à une rue du quartier du Fer-à-Cheval. Cette dernière, ouverte en 1904, portait précédemment le nom de « rue Traversière-Sainte-Lucie »,.